# Blauwmaanzaad

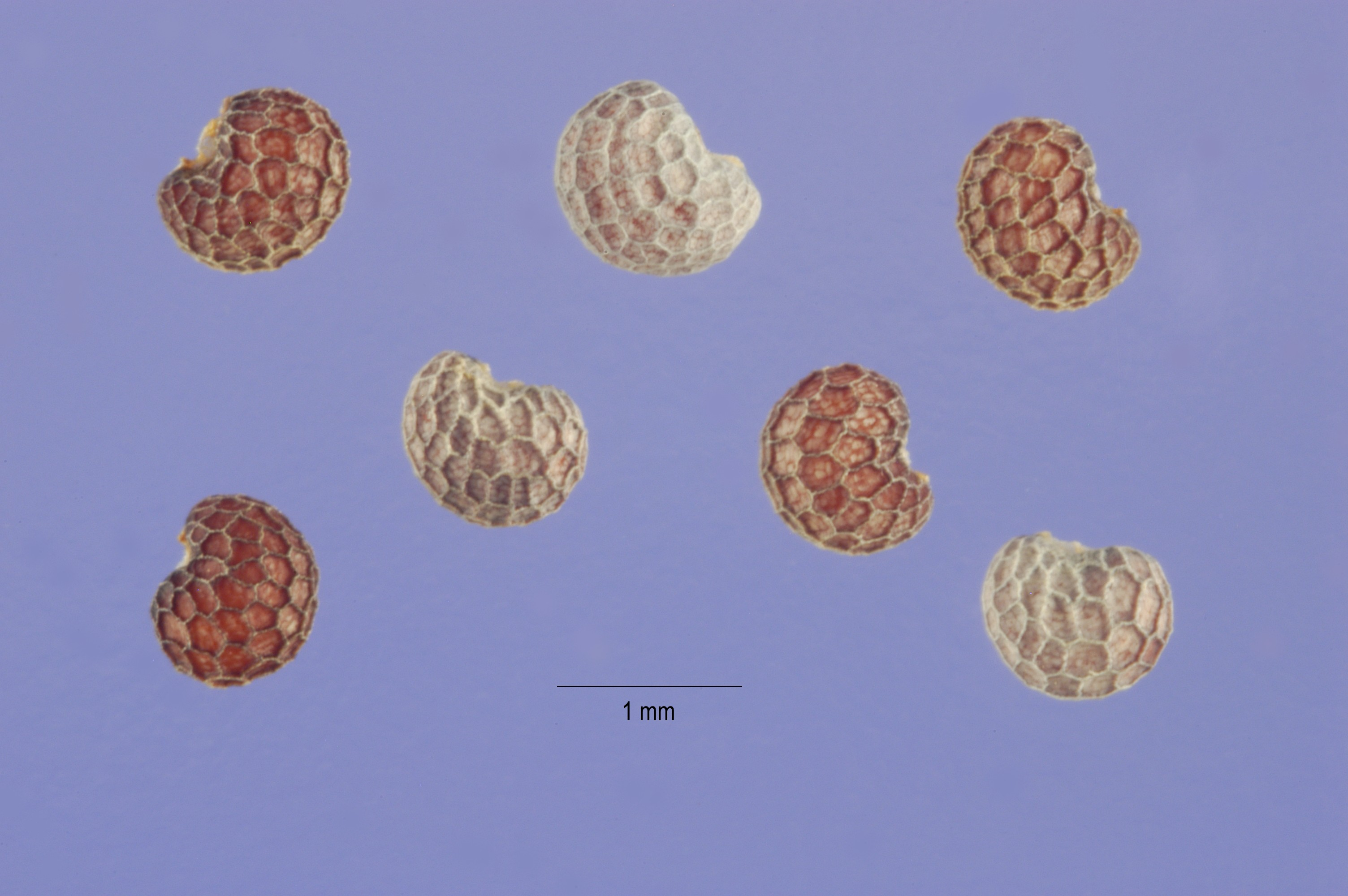
Zaden

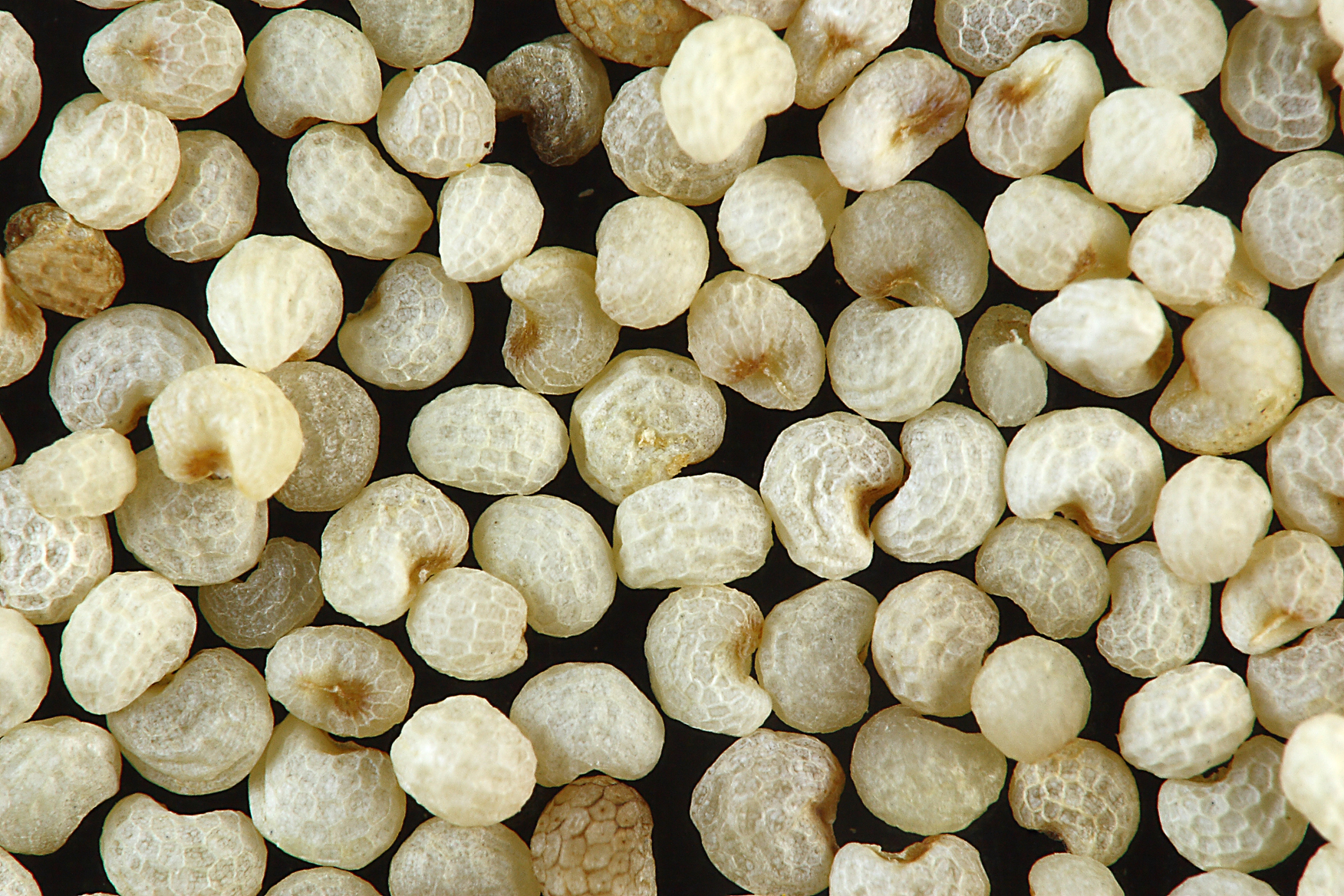
Witte zaden voor culinair gebruik

 Maanzaad of blauwmaanzaad  is de informele naam voor het zaad van de slaapbol (Papaver somniferum). De naam is afgeleid van het Duitse 'Mohnsaat'. De slaapbol is een doosvrucht.  De bol vormt zich na de bloei uit het vruchtbeginsel van de bloem en krijgt als het zaad rijp is openingen (poriën) onder een soort hoedje. Het hoedje is een overblijfsel van de stempelschijf. Als de stengel van de plant door bijvoorbeeld de wind flink bewogen wordt, wordt het inmiddels droge zaad uit de bol geslingerd.
Maanzaad wordt in Nederland en België vooral gebruikt op brood en broodjes. Voorafgaand aan het bakken wordt het deeg in een bak met zaad geduwd of er wordt zaad eroverheen gestrooid. In Midden Europa wordt maanzaad in grotere hoeveelheden ook gebruikt als vulling in brood en gebak of bij deegspijs. Daartoe worden de zaden eerst gekneusd.
Voor het telen van blauwmaanzaad worden papaverrassen gebruikt met een laag gehalte aan opiaten. Maanzaad bevat wel sporen van de actieve stoffen in opiaten maar kan veilig gegeten worden. Tests die naar het gebruik van opiaten kijken, reageren echter ook op het gegeten hebben van maanzaad.

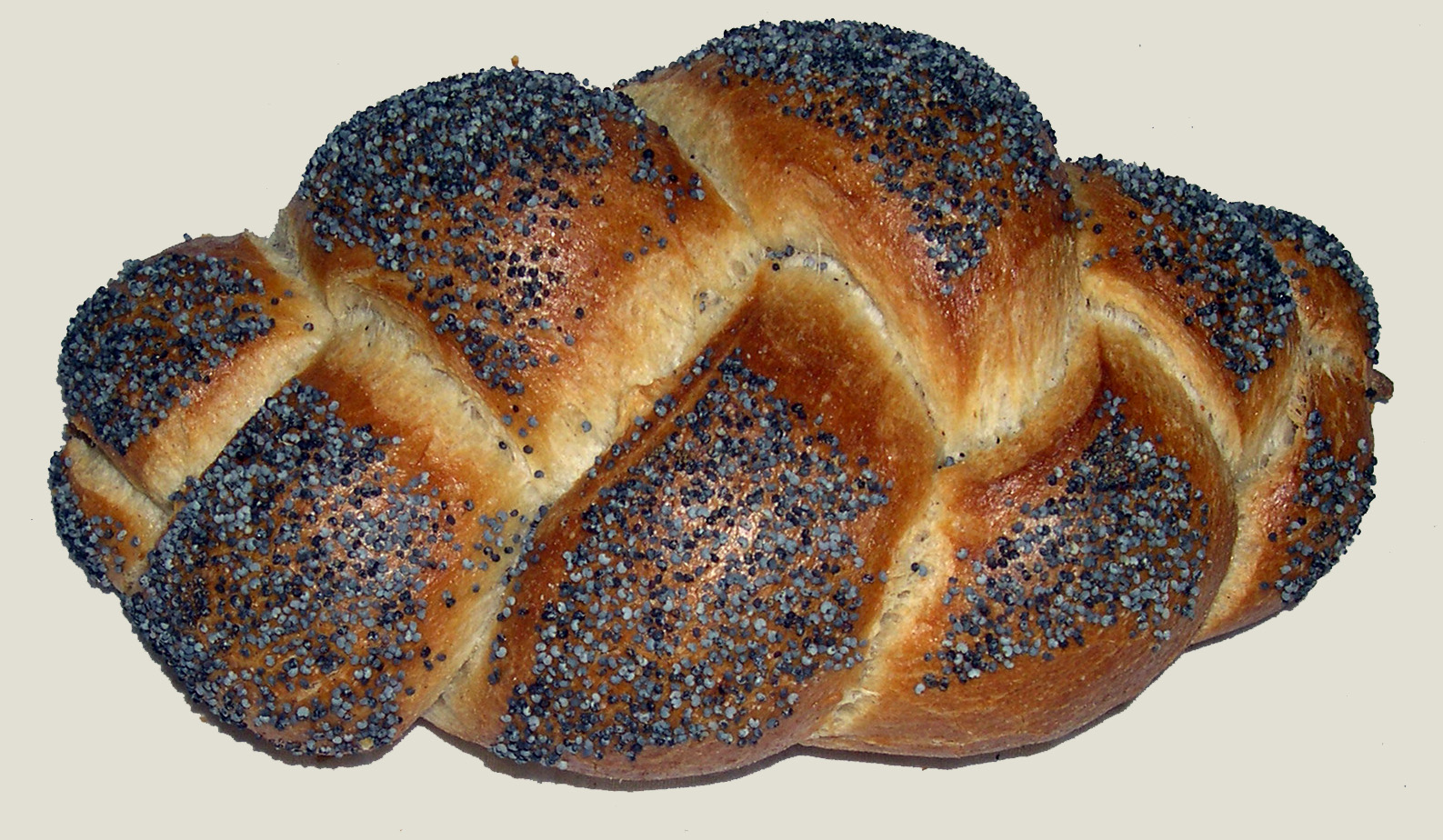
Vlechtbrood met maanzaad
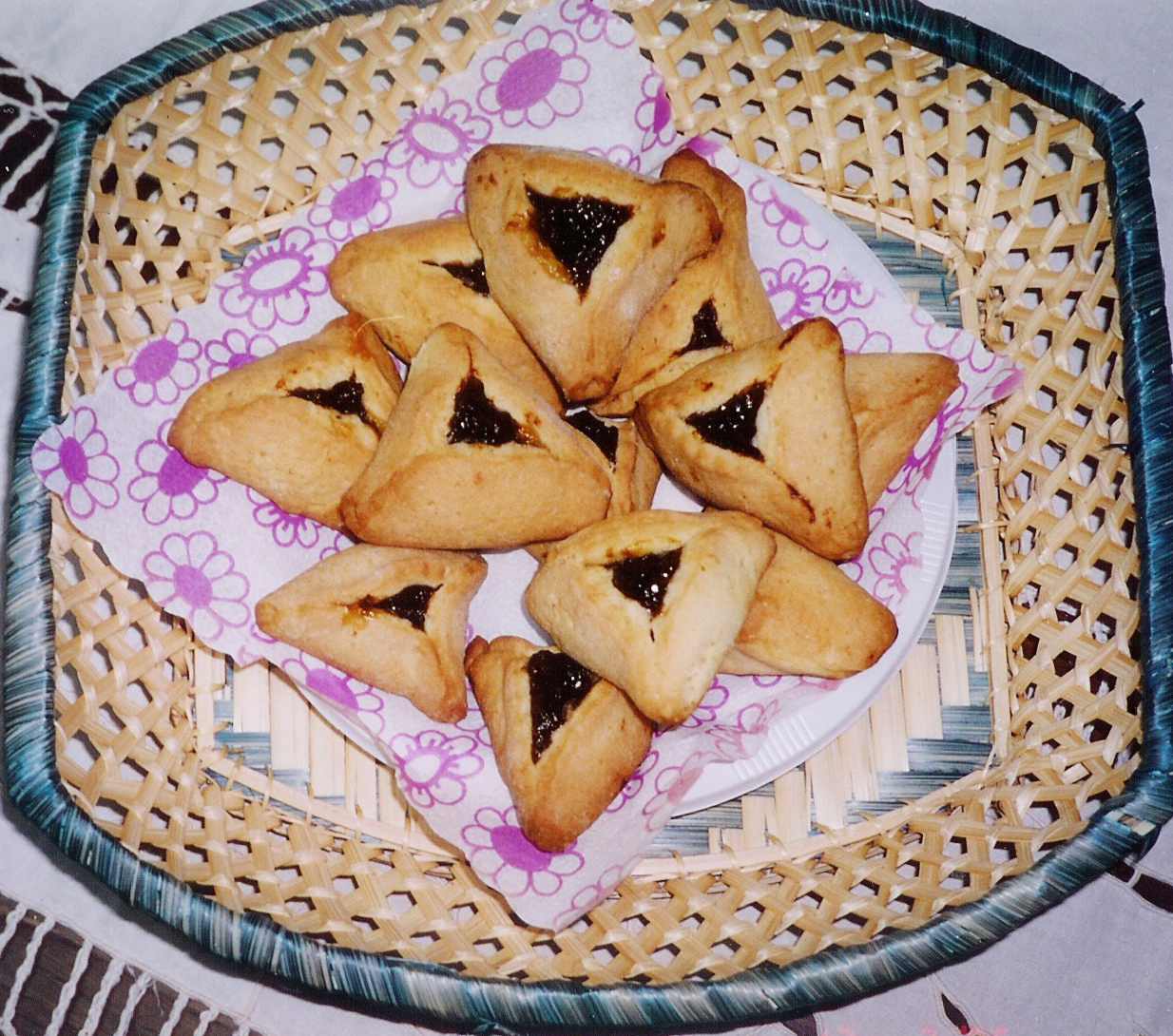
Hamansoren
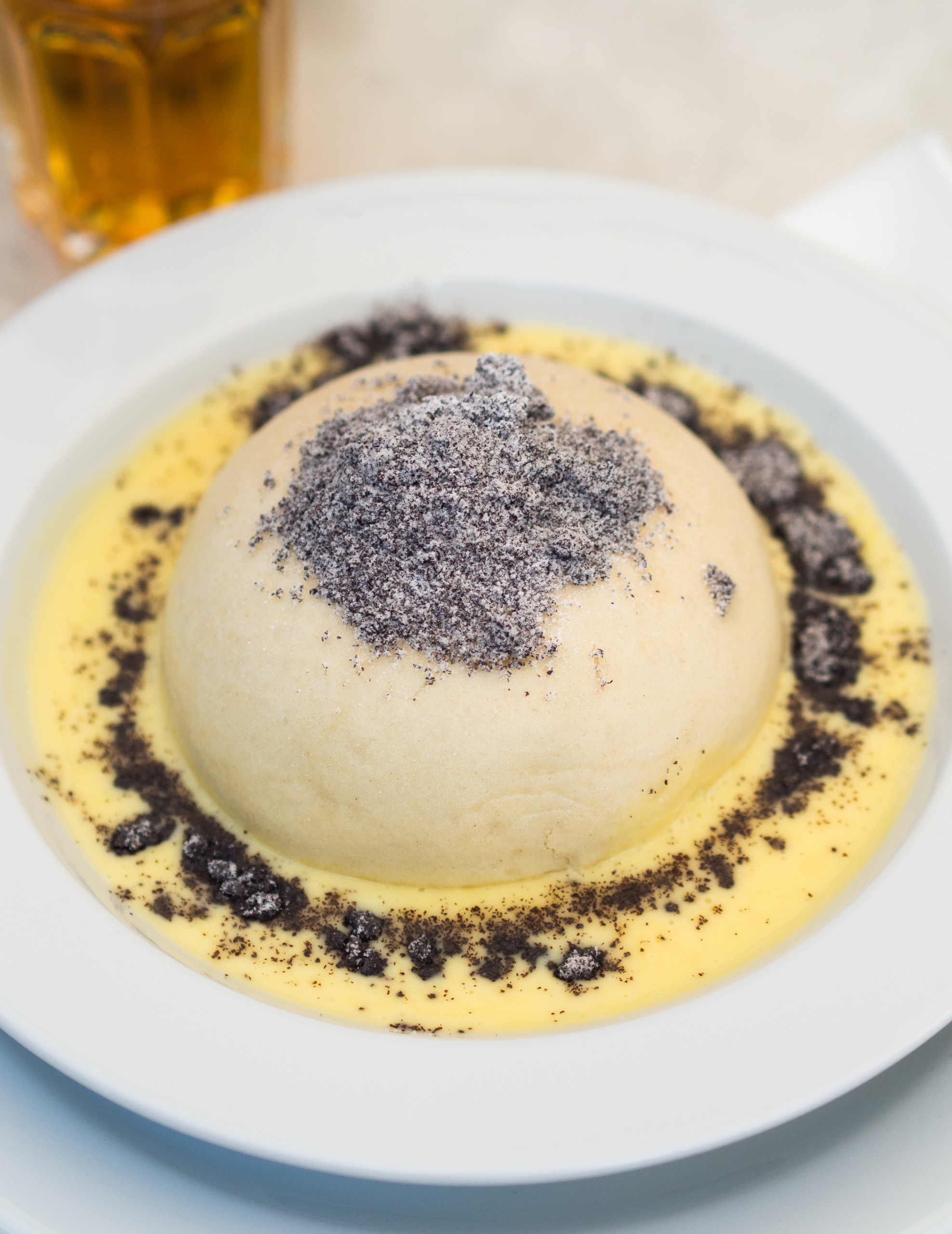
Germknödel